# Stallsiken

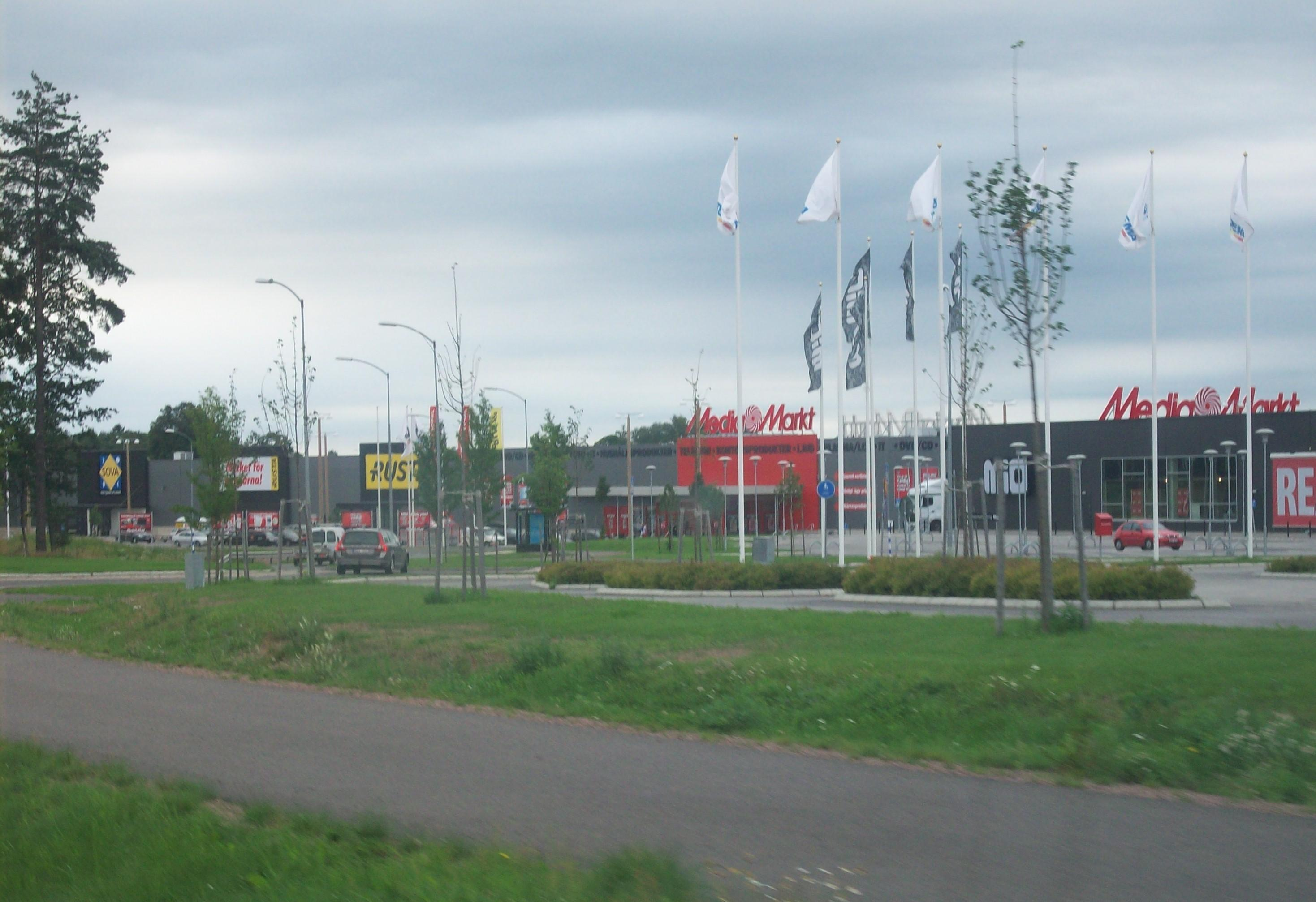
Stallsiken i Skövde

Stallsiken är ett handelsområde fem kilometer norr om Skövde centrum.
Handelsverksamheten på Stallsiken startade 28 februari 2008 när Plantagen som första butik slog upp portarna. Under april och maj etablerade sig Max, Mio och Biltema. Fram till våren 2010 hade ytterligare cirka tio butiker öppnat.